# Javier Baraja
Javier Baraja Vegas (Valladolid, 24 de agosto de 1980) es un entrenador y exfutbolista español que jugaba como defensa y centrocampista. Actualmente dirige al Getafe Club de Fútbol "B".Es hermano pequeño del también entrenador y exfutbolista Rubén Baraja.

## Trayectoria

### Como jugador
Es un jugador formado en la cantera del Real Valladolid C. F., con el que llegó a debutar en el Real Valladolid C. F. "B" durante la temporada 2001-2002.
En la siguiente temporada, formaría parte del primer equipo del Real Valladolid C. F., antes de firmar por el Getafe C. F., en el que jugaría desde 2002 a 2004.
En la temporada 2004-2005, firma por el Málaga C. F. "B" y en la temporada siguiente regresa al Real Valladolid C. F., club en el que se asienta y donde jugaría durante nueve temporadas, antes de retirarse en 2014. De las 12 temporadas que disputó como jugador, seis fueron en Primera División, todas ellas en el Real Valladolid C. F..

### Como entrenador
El 15 de septiembre de 2014, comenzó a entrenar con el C. D. Palencia.
El 8 de noviembre de 2016, el Rayo Vallecano confirma que Javier Baraja será el segundo entrenador del equipo, que dirigiría su hermano Rubén Baraja. 
En verano de 2018, ingresa en la estructura del club vallisoletano, para dirigir al Real Valladolid juvenil A.
El 23 de mayo de 2019, firma por el Real Valladolid C. F. Promesas de la Segunda División B, donde firmaría una gran temporada 2019-2020 clasificando a la eliminatoria de ascenso y logrando la renovación.
En la temporada 2020-21, lograría clasificar al Real Valladolid C. F. Promesas para disputar la Primera División RFEF la siguiente temporadas, pero decidiría no seguir en el cargo a final de temporada y sería relevado por Julio Baptista.
El 8 de junio de 2022, se confirma que será el nuevo entrenador del U. D. Ibiza de Segunda División, firmando por una temporada. El 23 de octubre de 2022, fue destituido después de perder 3 partidos consecutivos, dejando al equipo ibicenco 17º clasificado con 11 puntos en 12 partidos.

## Clubes como jugador
| Club                      | País          | Año           | PJ  | G |
| ------------------------- | ------------- | ------------- | --- | - |
| Real Valladolid C. F. "B" | España        | 1999-2001     | 15  | 0 |
| Real Valladolid C. F.     | España        | 2001-2002     | 4   | 0 |
| Getafe C. F.              | España        | 2002-2004     | 28  | 0 |
| Málaga C. F. "B"          | España        | 2004-2005     | 35  | 1 |
| Real Valladolid C. F.     | España        | 2005-2014     | 227 | 6 |
| Total carrera             | Total carrera | Total carrera | 309 | 7 |

## Palmarés como jugador

### Títulos nacionales
| Título                     | Club                  | País   | Año     |
| -------------------------- | --------------------- | ------ | ------- |
| Segunda División de España | Real Valladolid C. F. | España | 2006-07 |

## Clubes como entrenador
- Datos actualizados al último partido dirigido el 22 de octubre de 2022. [7]

| Club                           | País   | Años      | Nota               | P  | PG | PE | PP | Puntos % |
| ------------------------------ | ------ | --------- | ------------------ | -- | -- | -- | -- | -------- |
| Real Valladolid C. F.          | España | 2015-2016 | Asistente          |    |    |    |    |          |
| Rayo Vallecano de Madrid       | España | 2016-2017 | Segundo entrenador |    |    |    |    |          |
| Real Valladolid juvenil A      | España | 2018-2019 | Entrenador         |    |    |    |    |          |
| Real Valladolid C. F. Promesas | España | 2019-2021 | Entrenador         | 52 | 23 | 17 | 12 | 55.13    |
| U. D. Ibiza                    | España | 2022      | Entrenador         | 12 | 3  | 2  | 7  | 30.56    |
| Total                          | Total  | Total     | Total              | 64 | 26 | 19 | 19 | 50.53    |